# Kreativ bogføring
Kreativ bogføring er en eufemisme, der refererer til bogføringspraksis, der følger de overordnede regler for regnskabspraksis, men afviger fra ånden i reglerne med tvivlsom regnskabsetik - specifikt ved at forvrænge resultater til "forfatterens" fordel, eller det firma, som har hyret revisoren. Kreativ bogføring karakteriseres ved overkomplicerede praksisser og ved brug af nye måder at karakterisere indtægter, aktiver eller økonomiske forpligtelser, med det formål at påvirke og forvirre læseren til få en forkert opfattelse af regnskabet som stemmer overens med forfatterens ønskede fortolkning.
Termerne "innovativ" eller "aggressiv" bliver også brugt som synonym. Kreativ bogføring omtales nogle gange som værende det samme som økonomisk bedrageri (inklusive forsikringssvindel), og grænsen mellem de to er uklar. Kreative bogføringspraksisser har været kendt siden oldtiden, og optræder i hele verden i forskellige udgaver.
Termen bliver generelt brugt til at referer systematisk vildledende eller forkert fremstilling af de sande indtægter og aktiver i et selskab eller en organisation. Kreativ bogføring har været årsag til flere revisionsskandaler og forslag til mange revisionsreformer, der normalt har været centreret om opdateret analyse af kapital og produktionsfaktor der afspejler værdien korrekt.
Journalister i aviser og tv har fremstillet hypoteser om at aktiemarkedets nedtur i 2002 blev skabt af rapporter om "uregelmæssigheder i regnskaberne" hos Enron, Worldcom og andre selskaber i USA.
Ifølge David Ehrenstein blev termen "kreativ bogføring" brugt første gang i 1968 i filmen Forår for Hitler af Mel Brooks, hvor det også var kendt som Hollywood-revision.

## I populærkulturen
Der er produceret en række dokumentarfilm og lign. centreret om finans- og forsikringsskandaler hvor kreativ bogføring er blev vist:
- Enron: The Smartest Guys in the Room (2005)
- Inside Job (2010)
- PBS dokumentarfilm baseret på The Ascent of Money
- Dokumentar baseret på The Commanding Heights
- Betting on Zero
- The China Hustle
- Dirty Money
- £830,000,000 – Nick Leeson and the Fall of the House of Barings, om Nick Leeson og Barings Bank
- The Inventor: Out for Blood in Silicon Valley
- Chasing Madoff, om Madoff investeringsskandalen
- The Price We Pay (2014)
- Fyre og Fyre Fraud, to dokumentarer om Fyre Festival